# Псалом 136
Псалом 136 (у масоретській нумерації — 137) — молитва, одна з найвідоміших пісень з Книги псалмів, також включена в «Танах» (набір святих книг юдаїзму). Латинською мовою псалом відомий як «Super flumina Babylonis».

## Контекст та зміст
Після успішної перемоги Навуходоносора II над Єрусалимом в 597 р. до р. Хр. та наступних походів на Єрусалим жителі Юдейського царства були депортовані до Вавилонії, де вони утримувалися в полоні до падіння Вавилонії (539 р. до р. Хр.). Річки Вавилону — це річка Євфрат, її притоки та річка Тигр.
Псалом 136 — це гімн, який виражає тугу єврейського народу під час його вавилонського заслання. У своїй формі з дев'яти віршів псалом відображає тугу за Єрусалимом, а також ненависть до ворогів Святого міста, яка інколи виражена насильницькими образами.
Рабинські джерела приписують поему пророку Єремії, а септуаґінтська версія псалма (зібрання перекладів Старого Завіту давньогрецькою мовою) містить надпис: «Для Давида. За Єремією, у полоні».

## Текст
| Вірш | Гебрейська мова                                                       | Септуаґінта | Латинська мова (Вульгата) | Українська мова (Переклад Хоменка) |
| ---- | --------------------------------------------------------------------- | --- | --- | --- |
| 1    | עַל נַהֲרוֹת, בָּבֶל--שָׁם יָשַׁבְנוּ, גַּם-בָּכִינוּ: בְּזָכְרֵנוּ, אֶת-צִיּוֹן                    | Τῷ Δαυιδ. ᾿Επὶ τῶν ποταμῶν Βαβυλῶνος ἐκεῖ ἐκαθίσαμεν καὶ ἐκλαύσαμεν ἐν τῷ μνησθῆναι ἡμᾶς τῆς Σιων.                         | [David Hieremiae] Super flumina Babylonis illic sedimus et flevimus cum recordaremur Sion                                            | Над вавилонськими ріками, там ми сиділи й ридали, як згадували Сіон.                                                                       |
| 2    | עַל-עֲרָבִים בְּתוֹכָהּ-- תָּלִינוּ, כִּנֹּרוֹתֵינוּ                                      | ἐπὶ ταῖς ἰτέαις ἐν μέσῳ αὐτῆς ἐκρεμάσαμεν τὰ ὄργανα ἡμῶν·                                                                  | In salicibus in medio eius suspendimus organa nostra                                                                                 | На вербах, серед нього, повісили ми наші гусла.                                                                                            |
| 3    | כִּי שָׁם שְׁאֵלוּנוּ שׁוֹבֵינוּ, דִּבְרֵי-שִׁיר—וְתוֹלָלֵינוּ שִׂמְחָה:שִׁירוּ לָנוּ, מִשִּׁיר צִיּוֹן       | ὅτι ἐκεῖ ἐπηρώτησαν ἡμᾶς οἱ αἰχμαλωτεύσαντες ἡμᾶς λόγους ᾠδῶν καὶ οἱ ἀπαγαγόντες ἡμᾶς ὕμνον ῎Αισατε ἡμῖν ἐκ τῶν ᾠδῶν Σιων. | Quia illic interrogaverunt nos qui captivos duxerunt nos verba cantionum et qui abduxerunt nos hymnum cantate nobis de canticis Sion | Бо там пісень у нас просили ті, що в неволю нас забрали, просили радости у нас тії, що мук нам завдавали: «Співайте нам пісень сіонських!» |
| 4    | אֵיךְ--נָשִׁיר אֶת-שִׁיר-יְהוָה: עַל, אַדְמַת נֵכָר                                   | πῶς ᾄσωμεν τὴν ᾠδὴν κυρίου ἐπὶ γῆς ἀλλοτρίας;                                                                              | Quomodo cantabimus canticum Domini in terra aliena                                                                                   | Як нам пісень Господніх на чужій землі співати?                                                                                            |
| 5    | אִם-אֶשְׁכָּחֵךְ יְרוּשָׁלִָם-- תִּשְׁכַּח יְמִינִי                                          | ἐὰν ἐπιλάθωμαί σου, Ιερουσαλημ, ἐπιλησθείη ἡ δεξιά μου·                                                                    | Si oblitus fuero tui Hierusalem oblivioni detur dextera mea                                                                          | Якщо тебе, Єрусалиме, я забуду, нехай забудеться моя десниця!                                                                              |
| 6    | תִּדְבַּק-לְשׁוֹנִי, לְחִכִּי-- אִם-לֹא אֶזְכְּרֵכִי:אִם-לֹא אַעֲלֶה, אֶת-יְרוּשָׁלִַם-- עַל, רֹאשׁ שִׂמְחָתִי | κολληθείη ἡ γλῶσσά μου τῷ λάρυγγί μου, ἐὰν μή σου μνησθῶ, ἐὰν μὴ προανατάξωμαι τὴν Ιερουσαλημ ἐν ἀρχῇ τῆς εὐφροσύνης μου.  | Adhereat lingua mea faucibus meis si non meminero tui si non praeposuero Hierusalem in principio laetitiae meae                      | Нехай прилипне язик мій до піднебіння, коли тебе я не згадаю, коли Єрусалим я не поставлю понад найвищу мою радість!                       |
| 7    | זְכֹר יְהוָה, לִבְנֵי אֱדוֹם-- אֵת, יוֹם יְרוּשָׁלִָם:הָאֹמְרִים, עָרוּ עָרוּ-- עַד, הַיְסוֹד בָּהּ   | μνήσθητι, κύριε, τῶν υἱῶν Εδωμ τὴν ἡμέραν Ιερουσαλημ τῶν λεγόντων ᾿Εκκενοῦτε ἐκκενοῦτε, ἕως ὁ θεμέλιος ἐν αὐτῇ.            | Memor esto Domine filiorum Edom diem Hierusalem qui dicunt exinanite exinanite usque ad fundamentum in ea                            | Згадай, о Господи, день Єрусалиму синам едомським, що кричали: «Руйнуйте, руйнуйте його аж до підвалин!»                                   |
| 8    | בַּת-בָּבֶל, הַשְּׁדוּדָה:אַשְׁרֵי שֶׁיְשַׁלֶּם-לָךְ-- אֶת-גְּמוּלֵךְ, שֶׁגָּמַלְתְּ לָנוּ                    | θυγάτηρ Βαβυλῶνος ἡ ταλαίπωρος, μακάριος ὃς ἀνταποδώσει σοι τὸ ἀνταπόδομά σου, ὃ ἀνταπέδωκας ἡμῖν·                         | Filia Babylonis misera beatus qui retribuet tibi retributionem tuam quam retribuisti nobis                                           | О дочко вавилонська, руїннице! Щасливий, хто тобі відплатить те, що ти нам зробила.                                                        |
| 9    | אַשְׁרֵי, שֶׁיֹּאחֵז וְנִפֵּץ אֶת-עֹלָלַיִךְ-- אֶל-הַסָּלַע                                   | μακάριος ὃς κρατήσει καὶ ἐδαφιεῖ τὰ νήπιά σου πρὸς τὴν πέτραν.                                                             | Beatus qui tenebit et adlidet parvulos tuos ad petram                                                                                | Щасливий, хто, вхопивши дітей твоїх, розіб'є їх об скелю.                                                                                  |

## Літургійне використання

### Юдаїзм

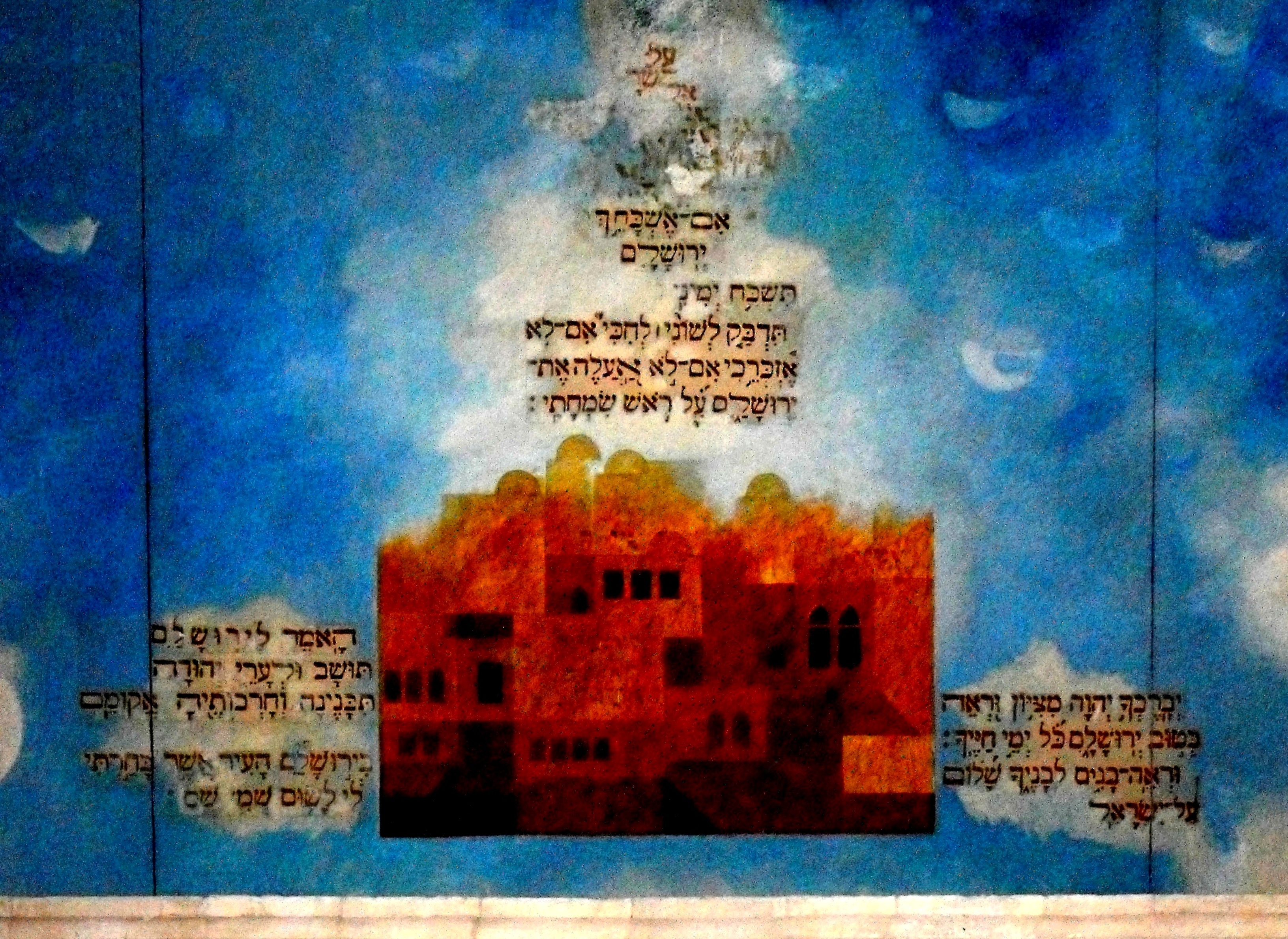
Настінний розпис псалому 136 у старій єрусалимській синагозі «Іоханан Бен-Заккай»

Псалом 136 зазвичай читається у день «Тиша бе-ав» — день жалоби і посту в євреїв у пам'ять про руйнування Першого і Другого храмів у Єрусалимі, а також інколи протягом дев'яти днів перед «Тиша бе-ав».
Також псалом 136 традиційно читається перед святом «Біркат гамазон» у будній день. Однак, на свято шабату та інші єврейські свята, а також на святкувальних трапезах, які супроводжують єврейське весілля, брит-милу чи викуп первістка, перед святом «Біркат гамазон» замість 136 псалма читається псалом 126.

### Східне християнство
У православній церкві та у східних католицьких церквах, які використовують візантійський обряд, псалом 136 є частиною дев'ятнадцятої кафизми та читається на утреній кожної п'ятниці протягом року, окрім Великоднього тижня (тиждень після Пасхи), коли псалми не читаються. Протягом Великого посту цей псалом читається на утренях у четвер та о третій Літургії годин у п'ятницю; протягом п'ятого тижня Великого посту він читається на вечірніх у четвер та о третій Літургії годин у п'ятницю.

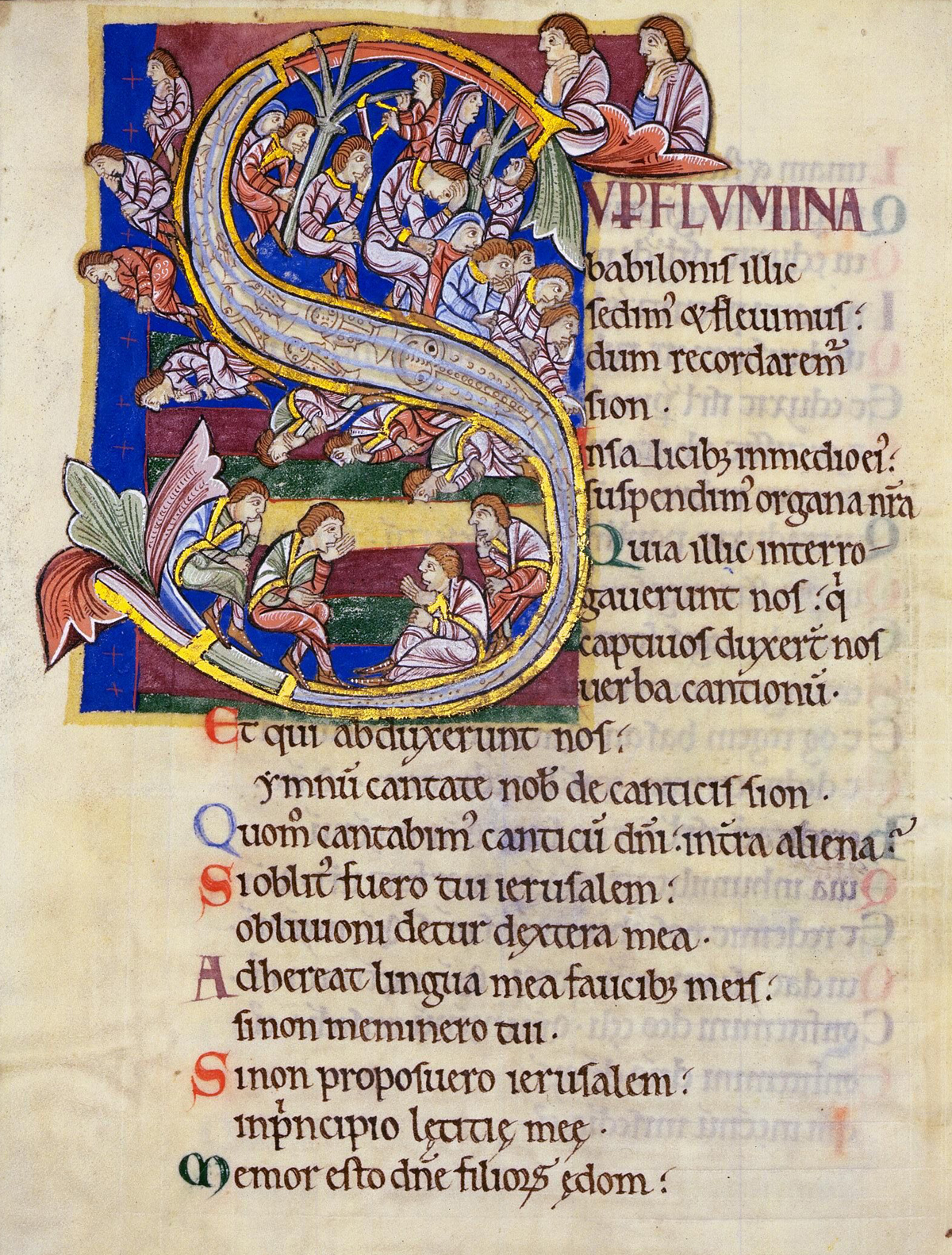
Псалом 136 у Книзі Псалмів св. Албана, XII століття

Псалом 136 також урочисто співається на утренях після Полієлею у три неділі, які передують початку Великого посту.

### Західне християнство
Згідно Статуту святого Бенедикта (530 р. н. е.) псалом «Super flumina Babylonis» був включений у римський Бревіарій для використання на вечірніх щосереди. У римському місса́лі до Другого Ватиканського собору перший вірш псалма був оферторієм на месі 20-ї неділі після Зіслання Святого Духа. У трирічному літургійному циклі католицької літургії, який був укладений після Другого Ватиканського собору, псалом 136 є частиною Богослужіння четвертої неділі Великого посту циклу «В».
У лютеранстві відомий гімн «На ріках вавилонських», який написаний на основі цього псалма, пов'язаний з євангельським читанням, в якому Ісус віщує та оплакує руйнування Єрусалиму (Лк. 19:41–48).
Після Другого Ватиканського собору, три останні вірші псалма були видалені з літургійних книг через їх жорстокість, яка, як вважалось, є несумісною з євангельською вісткою. Подібно, ці вірші були видалені з молитовника Англіканської церкви Канади.

## Використання у мистецтві

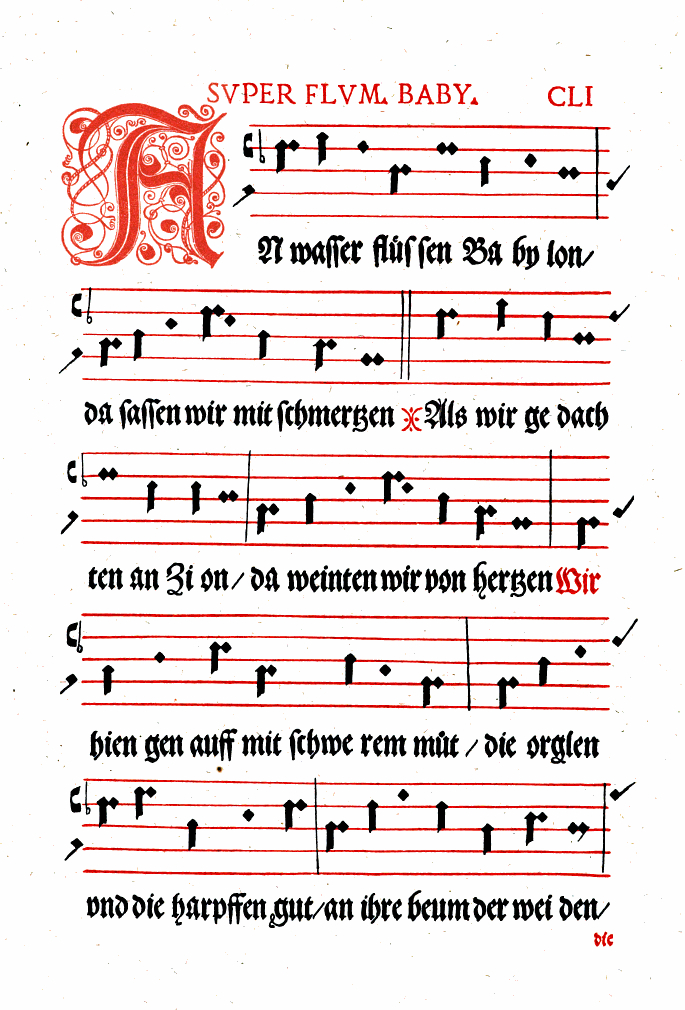
Вольфґан Дахштайн «На ріках вавилонських», за редакцією Стразьбузького пісенника (1541)

Псалом 136 став основою музичних творів багатьох композиторів. Однак, багато з них опускали останній вірш. 

### XVI–XVIII століття
Композиції «Super flumina Babylonis» латиною у формі мотету з чотирьох частин були написані такими композиторами як Костанцо Феста, Ніколя Гомберт, Джованні П'єрлуїджі да Палестрина та Орландо ді Лассо. Філіпп де Монте і Томас Луїс де Вікторія написали композиції з восьми частин. Французькі барокові композиції були написані Марком Антуаном Шарпантьє та Мішель-Рішаром Делаландом.
Композиція Вольфґана Дахштайна «На ріках вавилонських» — німецька ритмована парафраза та композиція псалму — була вперше опублікована у 1525 році. У скорому часі цей твір був використаний як лютеранський гімн та з'явився у багатьох виданнях, як наприклад, у Книзі псалмів Бекера. Хорал з чотирьох частин був написаний багатьма композиторами, серед яких, наприклад, відомі композиції Йоганна Германна Шейна та Генріха Шютца. Шютц також поклав на музику переклад псалму 136 у прозовій формі Мартіна Лютера («На ріках вавилонських» SWV 37, який включений у «Псалми Давидові», Op. 2, 1619). Органні твори, засновані на гімні Дахштайна, включають композицію Йоганна Адама Рейкена «На ріках вавилонських» та одну з вісімнадцяти хоральних прелюдій Йоганна Себастьяна Баха.

### XIX століття

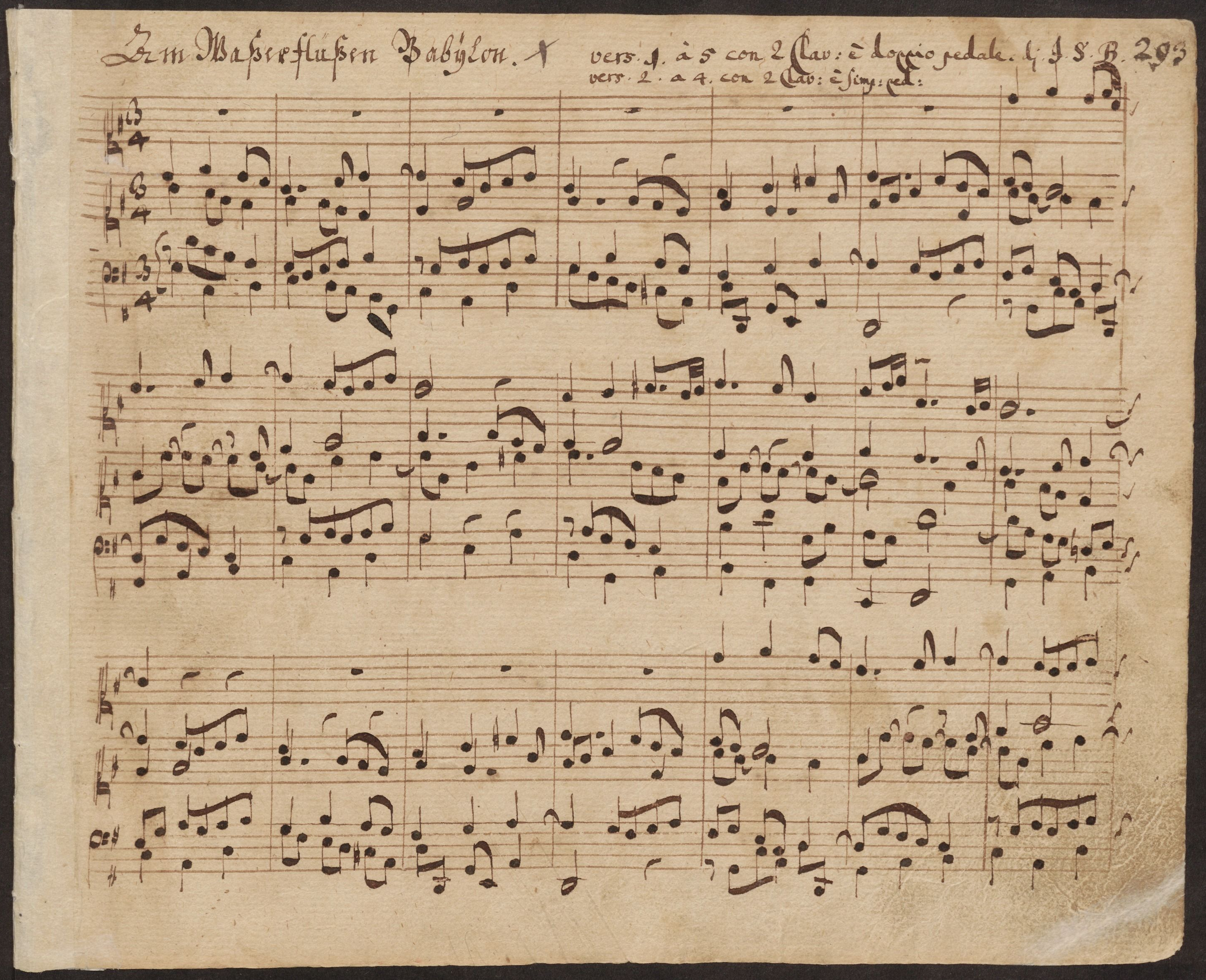
Рання версія хоральної прелюдії Йоганна Себастьяна Баха «На ріках вавилонських», BWV 653

Вірш Джорджа Гордона Байрона «Ми сиділи і плакали над вавилонськими водами» є парафразою псалма 136, який був опублікований у «Гебрейських мелодіях» у 1815 році. Цей вірш був покладений на музику багатьма композиторами, наприклад, Ісааком Натаном (1815) та Самуелем Себастьяном Веслі (пр. 1834). Вірш був перекладений на французьку мову Поленом Парісом, на німецьку мову — Адольфом Беттґером. Німецький переклад Франца Тереміна «У полоні вавилонських рік» був покладений на музику Карлом Льове (No. 2 «Гебрейських наспівів», Op. 4, 1823). Ще один німецький переклад був покладений на музику Ферруччо Бузоні («Ми плакали у вавилонському полоні» з «Двох гебрейських мелодій Банона Байрона», BV 202, 1884).
Біблійний псалом 136 «На ріках вавилонських» надихнув Джузеппе Верді на написання відомого хору «Va, pensiero» третього акту опери «Набукко» (1842). Фортепіанний твір Шарля Валантена Алькана «Super flumina Babylonis: Paraphrase», Op. 52 (1859) та твір Шарля Гуно «Près du fleuve étranger» (1861) — французькі парафрази псалма 136. Чеський композитор Антонін Дворжак (1841–1904) поклав на музику вірші 1–5 — No. 7 «Біблійних пісень» (1894).

### XX та ХХІ століття
До музичних обробок псалма 136 XX та ХХІ століття належать твори таких композиторів:
- Жуель ван Нуффель «Super flumina Babylonis» (1916) — для змішаного хору та органу[30]
- Вільям Волтон «Свято Валтасара» (1931) — кантата[31]
- Гаррі Партч «На ріках вавилонських» — другий твір з «Двох псалмів»[32]
- Девід Амрам «На ріках вавилонських» — для сопрано та жіночого хору[33]
- Арво Пярт «Ми сиділи на ріках вавилонських і плакали»[34]
- Левко Ревуцький «На ріках круг Вавилона» (на слова Т. Шевченка) — для хору[35][36]
- Дмитро Туптало "Давидові псалми. Псалом 136" (на слова Т.Шевченка) у виконанні народного артиста України Тараса Компаніченка

## Використання у літературі
- Поема португальського поета XVI століття Луїса де Камоенса «Sôbolos rios que vão por Babilónia», написана на основі псалма 136.
- У романі Семюела Річардсона «Памела, або ж Винагороджена доброчесність» (1740) Памела адаптує псалом 137, щоб описати своє духовне вигнання з дому.
- Вільям Фолкнер «Якщо я забуду тебе, Єрусалиме» (1939)

Фрази з цього псалма використовуються у чисельних літературних творах, як наприклад у:
- вірші Томаса Стернза Еліота «Пустельна земля» (1922);
- короткому оповіданні Стівена Вінсента Бене «На ріках вавилонських» (1937);
- прозовому вірші Елізабет Смарт «Я сиділа і плакала на Гранд-Сентрал-Стейшн» (1945);
- вірші Сальваторе Квазімодо «На гілках верб» (1947);
- короткому оповіданні Артура Кларка «Якщо я забуду тебе, о земле» (1951);
- романі Пауло Коельйо «Біля ріки Ріо-П'єдра сіла я й заплакала…» (1994);
- творі Роберта Гайнлайна «Йов, або комедія справедливості» (1984), де автор посилається на останній вірш псалму, для того щоб продемонструвати потенційну природу Бога;
- романі Федора Михайловича Достоєвського «Брати Карамазови» (1879—1880), де у сьомому розділі десятої книги герой Капітан Снєгірьов цитує 5 та 6 вірші псалма.